# Batrachuperus pinchonii
Batrachuperus pinchonii és una espècie d'amfibi urodel que mesura uns 14 cm. La seva pell és de color grisenca amb tons verd oliva. Presenta motas grogues esquitxades pel cos. Té potes petites amb quatre dits en cadascuna. És d'hàbits nocturns i viu en rierols freds a grans altures. La hi troba en l'est del Tibet, a la província xinesa de Sichuan.
Els Batrachuperus pinchonii s'utilitzen per a la medicina tradicional xinesa i per a l'alimentació. La recollida excessiva n'amenaça l'espècie.